# Жордания, Мераб Леванович
Мера́б Лева́нович Жорда́ния (груз. მერაბ ლევანის ძე ჟორდანია, род. 3 сентября 1965, Тбилиси, Грузинская ССР, СССР) — советский и грузинский футболист, тренер, функционер. Мастер спорта СССР (1985).

## Биография
Начинал выступления в большом футболе в играх за дубль «Динамо» (Тбилиси). В 1982—1983 годах играл за «Торпедо» (Кутаиси). В 1984—1987 годах вновь в составе тбилисского «Динамо», но на поле появлялся нечасто, сыграв за 4 года всего в 22 играх.
С 1988 года — в «Гурии» (Ланчхути), где проявились его бомбардирские качества. За два сезона в первой лиге забил 44 мяча.
После выхода грузинских команд из союзного первенства пытался трудоустроиться за рубежом. Через своих друзей в Москве удалось выйти на клуб «Херенвен». Жордания успешно прошёл смотрины, но потом в течение 3-х месяцев вынужден был ждать разрешения на переход. В итоге, голландские футбольные чиновники в переходе отказали.
Спустя некоторое время оказался в Исландии, где провел сезон за клуб «Стьярнан». По окончании сезона приехал в Тбилиси в отпуск, где на него вышли представители «Динамо» с просьбой помочь команде. После некоторых раздумий Жордания решил остаться в Тбилиси и взять на себя функции по созданию на базе «Динамо» профессионального клуба. Поскольку к 1992 году клуб уже не принадлежал МВД, «Динамо» под контроль взяла фирма «Бермуха», где Жордания с друзьями был в числе учредителей.
В октябре 1998 года сменил на посту президента Федерации футбола Грузии бессменно руководившего ею с 1990 года Нодара Ахалкаци, одновременно покинув пост президента ФК «Динамо». В числе шагов, который предпринял он на посту президента федерации — привлечение к работе со сборной иностранных специалистов. Однако первый опыт в 1999 году с приглашением голландца Йохана Боскампа оказался неудачным — при нём сборная в отборочной группе EURO-2000 потерпела 4 поражения.
В августе 2002 года переизбран на посту президента федерации.
Главным шагом в этот период стало приглашение хорватского специалиста Иво Шушака на пост главного тренера сборной Грузии, который принёс грузинам победу над сборной России в отборочном матче к EURO-2004 (1:0). Однако из-за того, что одновременно Шушак работал с тбилисским «Динамо», которое испытывало трудности в игре, совмещение посчитали невозможным. В итоге, Жордания принял решение самостоятельно возглавить сборную на оставшиеся три отборочные игры. Помощниками Жордания были Темури Кецбая, Михаил Кавелашвили, главный тренер молодёжной сборной Реваз Арвеладзе и тренер вратарей Отар Габелия.
Несколько раз был арестован по обвинениям в сокрытии доходов (декабрь 2003—февраль 2004, отпущен на свободу после выплаты государству 700 тысяч лари), в нецелевом использовании средств (апрель 2005 — август 2005, отпущен после выплаты штрафа в размере 20 тысяч 500 лари).
Находясь под следствием в апреле 2005 года, подал в отставку с поста президента федерации.
В 2006—2008 годах Жордания проживал в основном в Западной Европе. В 2009 году вернулся в Грузию.
В августе 2010 года приобрёл клуб «Витесс» с целью реализации «собственных амбиций». При этом в СМИ сообщалось, что сделка была профинансирована Романом Абрамовичем, у которого с Жордания приятельские отношения. В конце августа 2010 года стало ясно, что «Витесс» становится фарм-клубом лондонского «Челси», где будут проходить «обкатку» принадлежащие клубу молодые талантливые футболисты. В октябре 2013 года Жордания продал свои акции клуба российскому бизнесмену Александру Чигиринскому.

## Семья
Мераб Жордания — бывший зять экс-футболиста Кахи Асатиани.